# 화목국민학교 수락분교
화목국민학교 수락분교는 경상북도 청송군 현서면 수락리에 있었던 국민학교 분교이다.

## 연혁
- 1940년 4월 15일 화목공립심상소학교 부설 수락간이학교 설립 인가
- 1940년 5월 1일 수락간이학교 개교
- 1941년 4월 1일 화목국민학교 부설 수락간이학교 개편
- 1943년 9월 20일 폐교
- 1947년 4월 27일 수락국민학교 설립 인가 및 개교
- 일자미상 수락국민학교 무계분교 설립 인가
- 1971년 3월 21일 무계분교장 개교
- 1990년 3월 1일 화목국민학교 분교장 격하 편입, 무계분교장 이관
- 1995년 ?월 ??일 제44회 졸업식(누계: 890명)
- 1995년 3월 1일 폐교 및 화목국민학교 통폐합